# Eizingen
Eizingen is een plaats in de Belgische provincie Vlaams-Brabant. Het ligt in Buizingen, een deelgemeente van de stad Halle. Eizingen ligt zo'n halve kilometer ten noordoosten van het oude centrum van Buizingen.

## Geschiedenis
Reeds in 1236 werd de plaats Eizingen vermeld. De plaats lag bij de Zenne, iets ten noordwesten van Buizingen. De kerk en parochie van Eizingen waren gewijd aan Sint-Amandus. Op de Ferrariskaart uit de jaren 1770 is het dorp weergeven als Eyssinghen.
Op het eind van het ancien régime werd Eizingen een gemeente. De plaats zou bestuurlijk en parochiaal echter al gauw haar zelfstandigheid verliezen. In 1798 verdween het kerkhof van Eizingen en in 1801 versmolt de parochie met die van Buizingen. In 1813 werd ook de gemeente Eizingen opgeheven en bij Buizingen gevoegd.
De kerk van Eisingen werd in 1838 gesloopt, toen het dorpscentrum moest wijken voor door de aanleg van de spoorlijn Brussel-Halle. Het dorpje verdween zo onder de spoorwegberm. In de loop van de 20ste eeuw raakte het voorheen landelijk gebied rond Eizingen bebouwd met nieuwe woonwijken.